# Alice Reijs
Alice Reijs (Haps, 1970) is een Nederlandse theater-, film- en televisieactrice. Haar achternaam wordt vaak als Reys geschreven.
Na een succesvolle theater- en filmcarrière in Nederland verhuisde ze in 2000 naar Vlaanderen. In het theater stond ze in Vlaanderen meerdere seizoenen op de planken met Trilogie van het weerzien en Peter Handke en de wolf en speelde ook een seizoen mee in Brandbakkes en Kleine Tony. Deze laatste twee stukken werden geregisseerd door haar man Tom Van Dyck.
Ze acteerde in de films Ivanhood, Mama's Proefkonijn, Het 14e kippetje, Lef, Iedereen beroemd! en Ik ook van jou.
Alice Reijs had gastrollen op televisie in Consult, Baantjer, Het eiland, Grijpstra & De Gier, Gooische Vrouwen, Spoorloos verdwenen, Keyzer & De Boer Advocaten. Reijs had een cameo in de Prins Albert sketch uit In de gloria. Een grotere rol kreeg ze als de ongelukkig gehuwde Sasja in Koppels en als Christine Verspoor in Van vlees en bloed. Van vlees en bloed werd geschreven en geregisseerd door haar echtgenoot. Ze speelde in deze televisieserie een Nederlandse femme fatale die een relatie heeft met slager André en door de aankoop van twee koteletjes in de winkel aanduidt dat ze later die dag in het bos kunnen afspreken. In 2009 speelde ze inspecteur Tamara Meijer in de VTM televisieserie Aspe. Ook in 2010 dook ze nog enkele afleveringen op.
In 2013 is ze opnieuw te zien in een Woestijnvis productie, Met man en macht.
Ze is gehuwd met acteur en regisseur Tom Van Dyck en samen hebben ze twee dochters. Ze bedachten en regisseerden samen Den elfde van den elfde, een tragikomische serie die in het voorjaar van 2016 voor het eerst op tv kwam. Reijs speelde hierin tevens de rol van Chantal Van Hassel.